# Dirección Nacional de Inteligencia (Perú)
La Dirección Nacional de Inteligencia o DINI es la principal agencia de inteligencia del Estado Peruano, y tiene como objetivo el producir conocimiento útil para el proceso de toma de decisiones de las más altas autoridades peruanas, así como proteger las capacidades nacionales y evitar acciones de inteligencia de actores que representen amenazas a la seguridad del país.

## Antecedentes
El 27 de enero de 1960 el presidente Manuel Prado Ugarteche creó mediante Decreto el Servicio de Inteligencia Nacional (SIN). Posteriormente, el 4 de noviembre de 1970 se constituyó el Sistema de Inteligencia Nacional (SINA) y en 1984 fue expedido el Decreto Legislativo N.º 271 que incluyó como labor de inteligencia, a los campos o dominios no militares de la seguridad.
En el mes de julio de 1992 entró en vigencia el Decreto Ley N.º 25635 y su Reglamento (D. S. N.º 065-DE-SG), dispositivos que especificaban que el Servicio de Inteligencia Nacional era el organismo central y rector del Sistema de Inteligencia Nacional, tiene rango ministerial, depende del Presidente de la República y se encarga de producir, integrar, dirigir, coordinar, controlar y realizar actividades de inteligencia y contrainteligencia requeridas por la Seguridad y la Defensa Nacional.
En noviembre de 2000, al descubrirse que el entonces asesor de inteligencia Vladimiro Montesinos pagaba sobornos a importantes figuras políticas y militares, se dictó la Ley N.º 27351 mediante la cual se desactivó el Servicio de Inteligencia Nacional. Posteriormente se expidió en su reemplazo la Ley N.º 27479 del 5 de junio de 2001 que creó el Consejo Nacional de Inteligencia - CNI y la Dirección Nacional de Inteligencia Estratégica - DINIE. Estos organismos fueron también disueltos con la dación de la Ley N° 28664 que dio nacimiento a la actual Dirección Nacional de Inteligencia.

## Historia
El 4 de enero de 2006 fue publicada la Ley N.º 28664 - Ley del Sistema de Inteligencia Nacional - SINA y de la Dirección Nacional de Inteligencia - DINI. Dicha norma creó el nuevo sistema de inteligencia y dio nacimiento a la Dirección Nacional de Inteligencia.
El 11 de diciembre de 2012 fue publicado el Decreto Legislativo N.º 1141 según el cual el SINA es el conjunto de principios, normas, procedimientos, técnicas, instrumentos, organismos y órganos del Estado funcionalmente vinculados, que bajo la dirección y coordinación de la Dirección Nacional de Inteligencia - DINI, como ente rector, producen Inteligencia Nacional, Inteligencia Militar e Inteligencia Policial, y ejecutan medidas de contrainteligencia en las áreas de su responsabilidad. 
El Sistema de Inteligencia Nacional - SINA forma parte del Sistema de Defensa Nacional y mantiene relaciones técnicas de coordinación con la Secretaría de Seguridad y Defensa Nacional - SEDENA. 
El 9 de enero de 2017 se promulgó la Ley N° 30535, mediante la cual se modificó el Decreto Legislativo N° 1141 con la finalidad de ampliar los controles al sistema de inteligencia nacional, incluyendo a la DINI, por parte del Congreso de la República y la Contraloría General de la República. Asimismo, la nueva norma reorientó la labor de la DINI hacia una de inteligencia estratégica más que operativa.

## Funciones
De acuerdo con el Decreto Legislativo N.º 1141, modificado por la Ley N° 30535, las principales funciones de la Dirección Nacional de Inteligencia - DINI son: 
- Ejercer la rectoría del Sistema de Inteligencia Nacional - SINA.

- Proveer de inteligencia estratégica al Presidente de la República y al Consejo de Ministros para la formulación y ejecución de las acciones y políticas, con el objeto de garantizar la vigencia de los derechos humanos; defender la soberanía nacional; promover el bienestar general y el desarrollo integral de la Nación; y proteger a la población de las amenazas internas y externas contra su seguridad.

- Realizar actividades de contrainteligencia a nivel nacional consistentes en: dictar normas y establecer procedimientos de alcance nacional para la protección de la información clasificada y sensible y las capacidades nacionales, y coordinar con los componentes del SINA y otras entidades públicas, actividades especiales de detección e identificación con la finalidad de prevenir acciones de inteligencia u operaciones especiales de inteligencia que constituyan amenaza a la seguridad nacional

- Centralizar, integrar y procesar las apreciaciones de inteligencia que remiten los componentes del SINA, para la elaboración del Plan de Inteligencia Nacional - PIN.

## Jefes

### Consejo Nacional de Inteligencia
- Juan Manuel Campos Luque (2001)
- Alfonso Panizo Zariquiey (2001-2002)
- Juan Velit Granda (2002)
- Fernando Rospigliosi Capurro (2002-2003)
- César Almeyda Tasayco (2003)
- Alfonso Panizo Zariquiey (2003)
- Daniel Mora Zevallos (2003-2004)
- Ricardo Arboccó Liceti (2004)
- Julio Raygada García (2004-2006)

### Dirección Nacional de Inteligencia
- Héctor Beltrán Lora (2006-2009)
- Danilo Guevara Zegarra (2009-2011)[3]
- Víctor Manuel Gómez Rodríguez (2011-2015)
- Javier Briceño Carpio (2015)
- Manuel Álvaro Sevilla Echevarría (2015-2016)
- Guillermo Fajardo Cama (2016-2018)
- Carlos Illanes Calderón (2018-2021)
- Hugo Antonio Cornejo Valdivia (2021-2021)
- José Luis Fernández Latorre (2021)[4]
- Wilson Fredy Barrantes Mendoza (2021-2022)[5]
- Juan Carlos Liendo O'Connor (2022)[6]